# Phyllonorycter fasciformis
Phyllonorycter fasciformis är en fjärilsart som först beskrevs av Edward Meyrick 1930.  Phyllonorycter fasciformis ingår i släktet guldmalar, och familjen styltmalar. Inga underarter finns listade i Catalogue of Life.